# Лежине
Ле́жине — село в Україні, у Степненській сільській громаді Запорізького району Запорізької області. Населення становить 1653 осіб. До 2020 року орган місцевого самоврядування — Наталівська сільська рада.

## Географія
Село Лежине розташоване за 2 км від адміністративного центру Степненської сільської громади (с. Степне) та за 2,5 км від села Новостепнянське. Через село проходить залізнична лінія  Запоріжжя II — Пологи, станція Лежине.

## Історія
Село засноване 1867 року під первинною назвою  Шенвіз. У 1938 році перейменоване в село Новодмитрівка. З 1975 року — сучасна назва села — Лежине.
12 червня 2020 року, відповідно до розпорядження Кабінету Міністрів України № 713-р «Про визначення адміністративних центрів та затвердження територій територіальних громад Запорізької області», Наталівська сільська рада, до складу якої входило село, об'єднана із Степненською сільською громадою.
8 листопада 2022 року, близько 04:30, російські окупанти завдали ракетного удару із застосуванням ЗРК С-300 по селу Лежине та Степненській сільській громаді, в результаті якого був пошкоджений  приватний сектор, а також фермерське господарство.

## Економіка
- ПП «Укрпромсервіс-2000».
- ТОВ «Вікл Ко ЛТД».
- ТОВ «Інтер».

## Об'єкт соціальної сфери
- Середня загальноосвітня школа.

## Постаті
- Лоцман Анатолій Іванович (1959—2015) — солдат Збройних сил України, учасник російсько-української війни.